# Jacme Grils
Jacme Grils (Jacme Gril; en italià Giacomo Grillo) (fl....segona meitat del segle xiii...) fou un trobador genovès de qui es conserven dues composicions en occità.

## Vida
No es tenen dades segures d'aquest trobador. El nom de Giacomo Grillo apareix en diversos documents del segle xiii genovès, però no és clar que tots es refereixin al trobador o quins s'hi refereixen. És possible que fos un jutge mencionat en un document de 1257. En tot cas, sembla que era un trobador apreciat pels seus contemporanis: per exemple, Lanfranc Cigala li envia un partiment que havia fet amb Simon Doria (Amics Simon, si·us platz, vostra semblanza 282,1b = 436,1a) i que acaba dient A'n Jacme Gril, en cui es conoissenza, / Amics Symon, trametam la tenzon, / Q'en cobleian en don drecha sentenza ("A en Jacme Gril, en qui hi ha "coneixença",/ amic Simó, enviem aquesta tençó / i que en doni un dret judici tot fent cobles"). La frase don drecha sentenza podria fer al·lusió a la seva ocupació com a jutge. I Simon contesta que sí, que la tençó sera ben jutjada per razon / per lui, quar sap zo q'a fin pretz agenza ("serà ben jutjada per ell perquè sap el que correspon al valor"). El mateix Lanfranc al·ludeix a Jacme Gril dient que es gais e pros.
Les dues peces conservades de Jacme Grils són poesies dialogades amb altres trobadors genovesos.

## Obra
- (258,1 = 436,3)[2] Segne 'n Iacme Grils, e·us deman (tençó amb Simon Doria; conservada fragmentàriament)
- (258,1a = 282,18a) Per o car vos fegnetz de sotilment entendre (partiment amb Lanfranc Cigala)

### Repertoris
- Alfred Pillet / Henry Carstens, Bibliographie der Troubadours von Dr. Alfred Pillet […] ergänzt, weitergeführt und herausgegeben von Dr. Henry Carstens. Halle : Niemeyer, 1933 [Jacme Gril és el número PC 258]